# ایروتکنیکا ای‌سی-۱۴
ایروتکنیکا ای‌سی-۱۴ (به انگلیسی: Aerotécnica AC-14) یک بالگرد ۵سرنشین اسپانیایی در دهه ۵۰ میلادی بود که بر اساس یک پیش‌نمونه فرانسوی ساخته شد. این بالگرد برای تأمین نیروی ضدگشتاور از مهار دود اگزوز بهره جست. دولت اسپانیا هزینه‌های پروژه را تأمین کرد و ۱۰ فروند آزمایشی سفارش داد؛ ولی هزینه‌های نگهداری از این بالگرد به حدی بود که خریدن بل-۴۷ دست دوم برای نیروی هوایی اسپانیا فکر عقلانی‌تری بود. پروژه وارد تولید انبوه نشد و تنها ۱۱ فروند از این بالگرد تولید شد. این بالگرد آخرین محصول شرکت ایروتکنیکا اسپانیا بود که بیش از ۱۰ فروند از آن تولید شد و شرکت چند پروژه آزمایشی دیگر انجام داد که هیچ‌کدام بیش از ۱ فروند تولید نشدند و در نهایت شرکت ایروتکنیکا منحل گشت.

## کاربران
- اسپانیا (10 فروند در نیروی هوایی)

## مشخصات

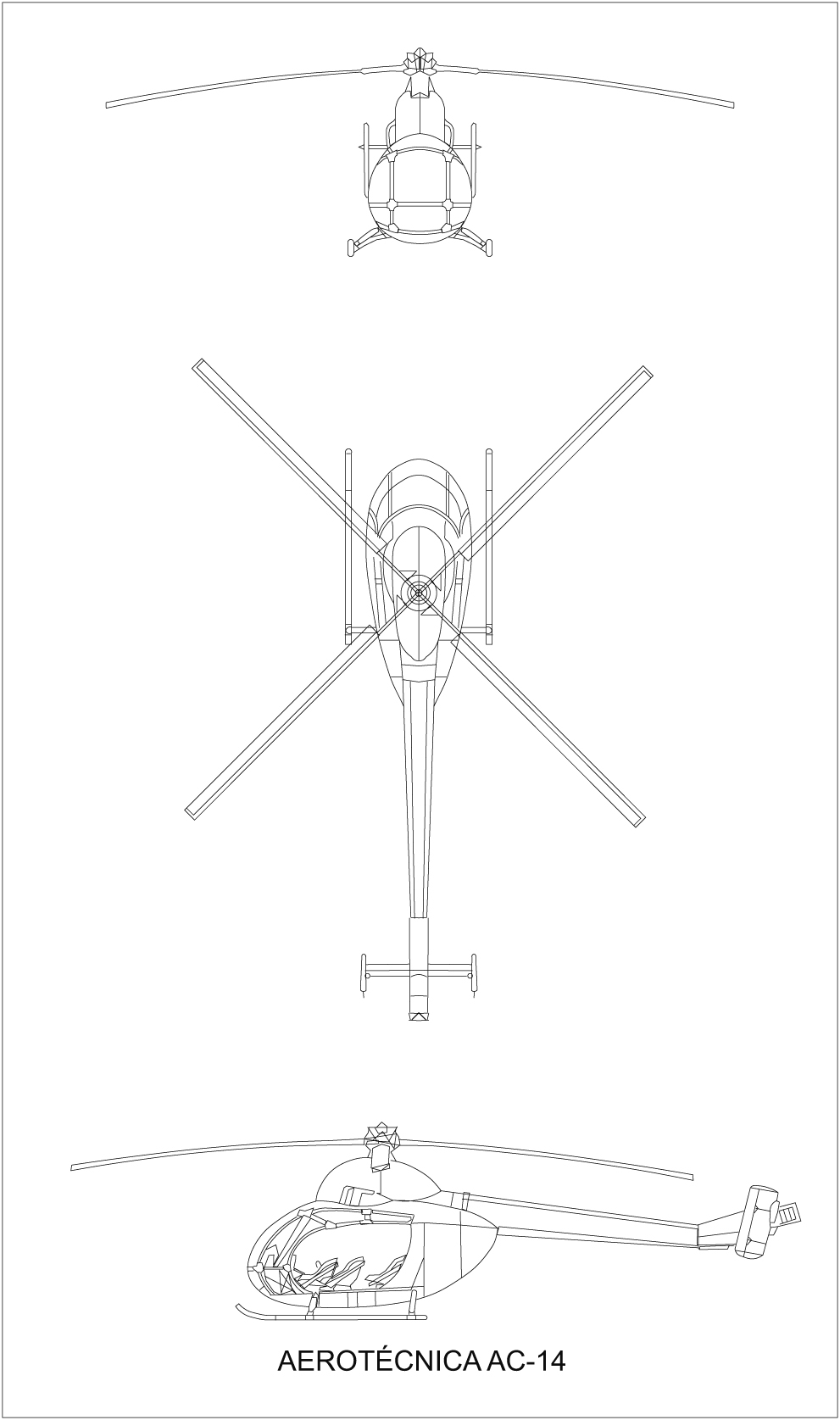
Aerotécnica AC-14 outline

داده‌ها از Janes' All The World's Aircraft 1961–62
ویژگی‌های عمومی
- خدمه: ۱
- ظرفیت: ۴ سرنشین
- طول: ۸٫۱۳ متر (۲۶ فوت ۸ اینچ)
- ارتفاع: ۳٫۱۰ متر (۱۰ فوت ۲ اینچ)
- وزن خالی: ۶۵۰ کیلوگرم (۱٬۴۳۳ پوند)
- وزن ناخالص: ۱٬۲۵۰ کیلوگرم (۲٬۷۵۶ پوند)
- بیشترین وزن برخاست: ۱٬۳۵۰ کیلوگرم (۲٬۹۷۶ پوند)
- پیشرانه: ۱ عدد توربوشفت engine Turbomeca Artouste IIB, ۳۰۰ کیلووات (۴۰۰ اسب بخار)
- قطر روتور اصلی:  ۹٫۶۵ متر (۳۱ فوت ۸ اینچ)
- مساحت روتور اصلی: ۷۲٫۳۵ متر مربع (۷۷۸٫۸ فوت مربع)

عملکرد
- حداکثر سرعت: ۱۸۰ کیلومتر بر ساعت (۱۱۰ مایل بر ساعت، ۹۷ گره)
- سرعت کروز: ۱۵۰ کیلومتر بر ساعت (۹۳ مایل بر ساعت، ۸۱ گره)
- بُرد: ۳۰۰ کیلومتر (۱۹۰ مایل، ۱۶۰ مایل دریایی)
- بُرد معبر: ۶۴۰ کیلومتر (۴۰۰ مایل، ۳۵۰ مایل دریایی) (with auxiliary tanks)
- حداکثر ارتفاع: ۶٬۸۰۰ متر (۲۲٬۳۰۰ فوت)
- نرخ صعود: ۴٫۶۲ متر بر ثانیه (۹۰۹ فوت بر دقیقه)

- مجرای اگزوز و سکان
- جزئیات کابین
- جزئیات صندلی
- روتور و بالای آن